# Botrylloides diegensis
Botrylloides diegensis is een zakpijpensoort uit de familie van de Styelidae. De wetenschappelijke naam van de soort is voor het eerst geldig gepubliceerd in 1917 door Ritter & Forsyth.